# Генріхівка
Ге́нріхівка — проміжна залізнична станція 5 класу Шевченківської дирекції Одеської залізниці.
Розташована у селищі Красносілка Бершадського району Вінницької області на лінії Зятківці — Гайворон між станціями Дукля (16 км) та Джулинка (10 км).
Станцію було відкрито 1900 року, при відкритті руху на залізниці Зятківці — Гайворон. Назву отримала на честь власника села Красносілка Генріха Ліпковського.
До 1970-х років лінія була вузькоколійною, у 1970-х роках перешита на широку колію.
Пасажирський рух з 2013 по 2015 рік був відсутній, тепер відновлений.
Обслуговує мешканців 7 великих сіл: Красносілка, Маньківка, Шумилове, Крушинівка, Війтівка, Завадівка, Метанівка, тому це одна з найпопулярніших на даному напрямку зупинок.

## Сполучення
Завдяки ремонтам колії, що тривали протягом 2017 року, приміський поїзд Гайворон — Вінниця вдалось суттєво прискорити. Час відправлення з Генріхівки на Вінницю 1 год. 56 хв., прибуття 6.33. Із Вінниці відправлення 18.46, прибуття у Генріхівку — 23.25. Поїзд курсує з 05.10.2021 р щоденно.
У поїзді діє невисокий приміський тариф та пільги для пенсіонерів.  Введено причіпні вагони до Києва (купе і плацкарт).